# Одеське товариство історії і старожитностей

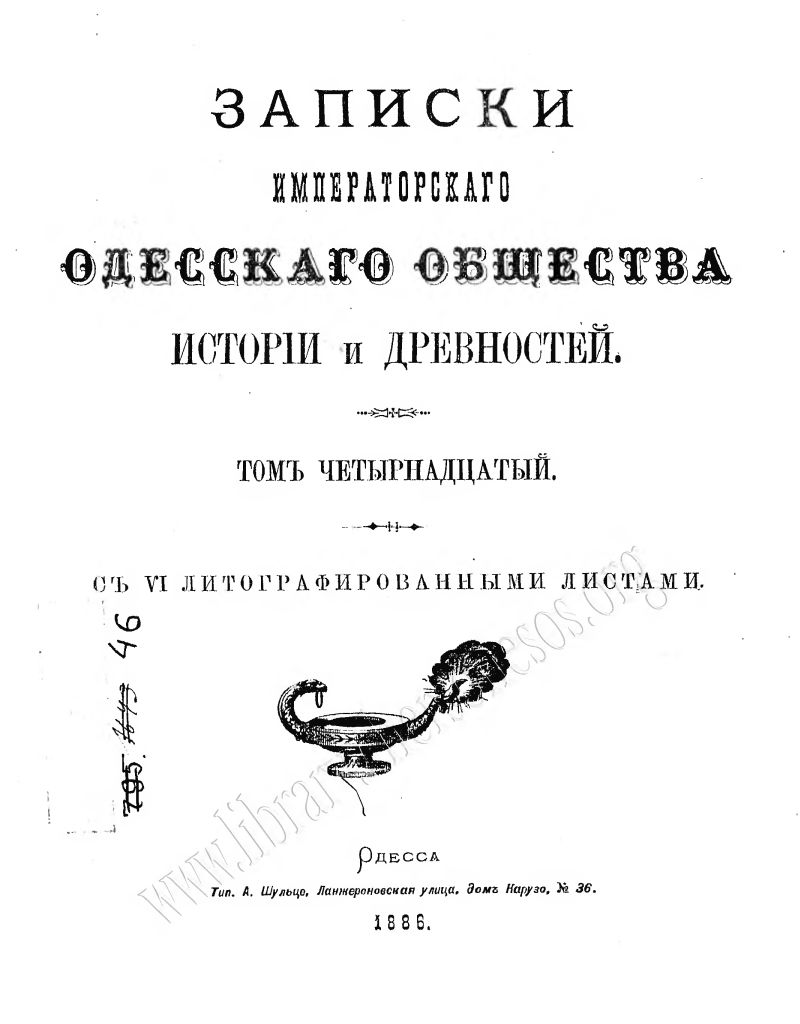
Друкований том " Записок " товариства за 1886 рік

Одеське товариство історії і старожитностей, ОТІС (рос. Одесское общество истории и древностей, ООИД) — науково-археологічне товариство міста Одеси, яке досліджувало історію земель південної частини України і Криму і мало право на археологічні розкопки. Товариство припинило свою діяльність в роки громадянської війни.

## Історія

### Заснування

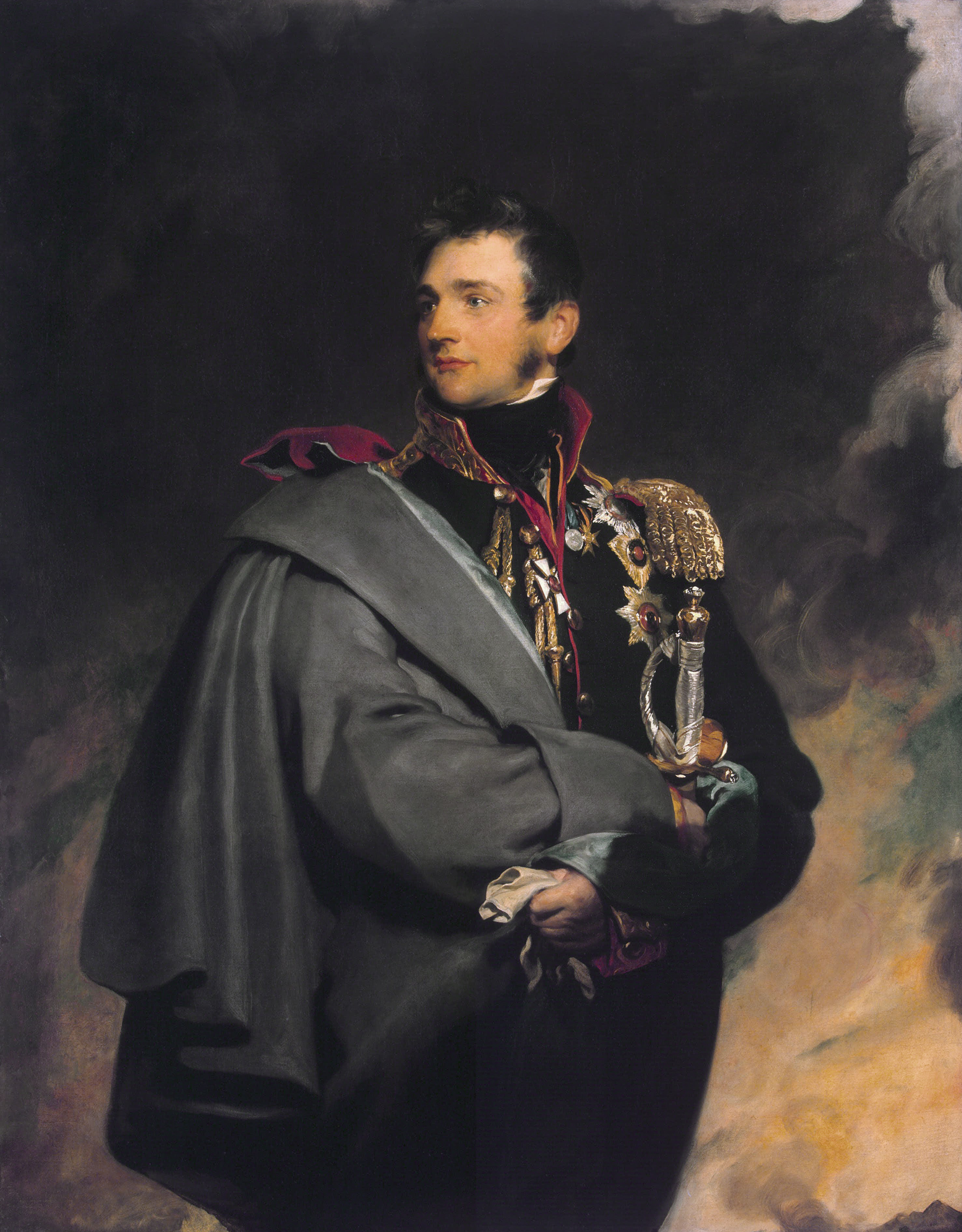
Художник Томас Лоуренс. Князь Михайло Семенович Воронцов, генерал-губернатор краю

25 березня 1839 року. засноване за проханням Михайла Семеновича Воронцова, тодішнього генерал-губернатора Новоросійського та Бесарабського. Ініціативи створення товариства йшли від випускників Московського університету, тодішніх професорів Рішельєвського ліцею Одеси Микола Мурзакевич та Михайла Кіріакова. Почесним президентом зробили генерал-губернатора М. Воронцова.
14 листопада 1839 року. імператор Микола І підписав указ про створення товариства і зробив вельможним покровителем новоствореного товариства Великого князя Олександра Миколайовича, майбутнього спадкоємця престолу. Одеське товариство отримало «право на археологічні розшуки по всій Південній Росії, на казенних (державних) землях — з дозволу місцевого начальства, а на приватних — з дозволу приватних володарів». Приблизно з цього періоду Одеське товариство почало дослідження та археологічні розкопки на території від Керчі до Севастополя.

### Напрямки діяльності товариства
- Збирання, описування й збереження усіх залишків старожитностей, віднайдених в Причорноморському краї, або тих, що мають до них відношення.
- Відшукувати, розбирати і пояснювати документи й акти, що мають до неї відношення.
- Критично досліджувати дані давніх авторів про ці місцевості та визначні місця, а також відшукувати їхні сліди в сучасності.
- Готувати дані для майбутньої історії краю, збирати точні дані про його сучасний стан у плані географії та статистики.
- аналізувати друковані російською та іноземними мовами твори, що мають таку ж тематику, і робити висновки про їхню вартість.
- Публікувати підсумки своєї діяльності для доведення до суспільства.

### Друковані праці товариства
Товариство з 1844 р. почало друкувати (російською) «Записки Імператорского Одесского общества истории и древностей». За період з 1844 по 1919 вийшло з друку 33 (тридцять три) томи. З 1960 року видання відновлене.

### Музейні заклади
Трохи перегодом на складах в товаристві почали накопичуватись історичні й археологічні матеріали.
Товариство створило власну бібліотеку.
У 1840 р. при товаристві відкрито музей. Згодом його об'єднають з Одеським міським музеєм, заснованим раніше (у 1825 р.) Стемпковським та Бларамбергом. Найкращі витвори мистецтва (ювелірні вироби, золоті античні монети, високохудожні мозаїки, скульптури, видатні зразки античної кераміки) передавалися в Імператорський Ермітаж, а рештки залишали в Одесі.
Товариство опікувалось також провінційним музеєм в місті Керч і консервацією архітектурних споруд міст Судак, Аккерман, Херсонес Таврійський тощо.

## Члени товариства
- Едуард Тетбу де Маріньї

### Галерея

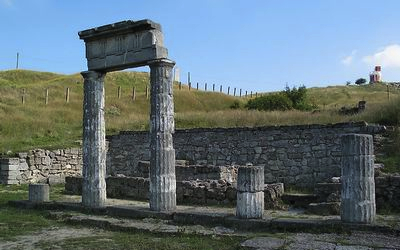
Керч, залишки античного міста Пантікапей
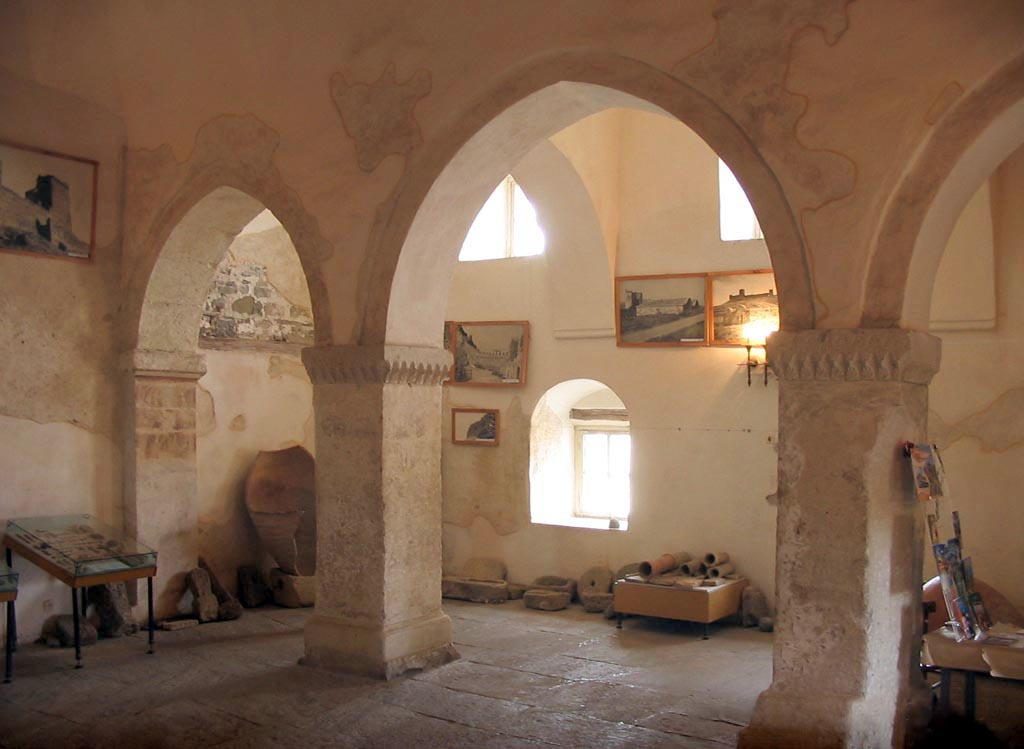
Храм з аркадою в Генуезькій фортеці, м. Судак, стан на 2005 рік.
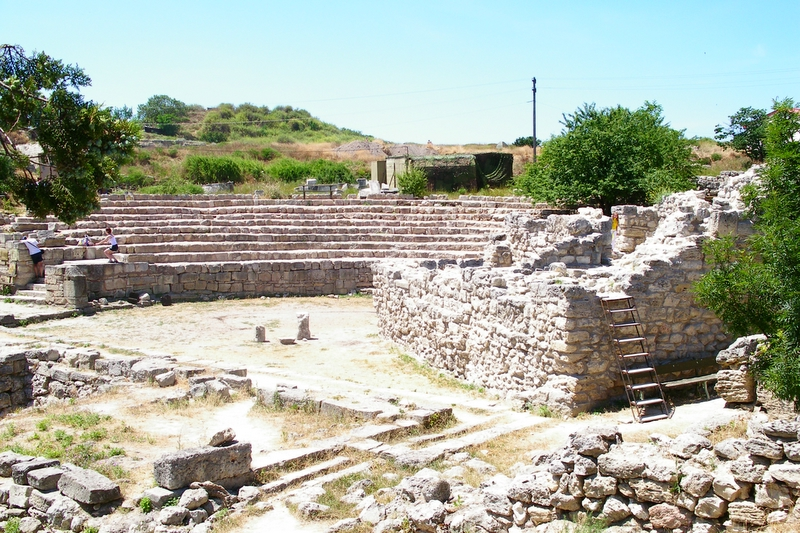
Залишки давньогрецького театру, Херсонес біля Севастополя.